# Vittoria Nenni
Vittoria Gorizia Nenni (Ancona, 31 ottobre 1915 – Auschwitz, 15 luglio 1943) fu un'attivista e resistente antifascista italiana, figlia minore del leader socialista Pietro Nenni.
Morì a 28 anni, probabilmente di febbre tifoide, nel campo di concentramento di Auschwitz in cui era detenuta da poco più di cinque mesi come resistente alle truppe d'occupazione tedesche in Francia, paese nel quale era esule insieme alla famiglia.

## Biografia
Il padre Pietro Nenni, allora esponente repubblicano, nel periodo tra il 1912 e il 1915 si trovava nelle Marche.
Interventista e arruolatosi allo scoppio della prima guerra mondiale, diede alla figlia il nome di "Vittoria" come auspicio per analoga sorte dell'Italia nel conflitto.

### Il matrimonio e la partecipazione alla Resistenza francese
Cresciuta in Francia dove il padre, durante il fascismo, fu esule per sfuggire alle persecuzioni politiche dei tribunali mussoliniani, sposò a Parigi Henry Daubeuf, con il quale entrò a far parte della Resistenza in Francia.
Nel 1942 fu arrestata dalla Gestapo e insieme al marito accusata di propaganda gollista e antifrancese.
Mentre il marito fu trucidato l'11 agosto a Mont Valérien, Vittoria venne incarcerata nel Forte di Romainville, dove incontrò le compagne con cui poi condivise la deportazione ad Auschwitz - Birkenau: Charlotte Delbo Dudach, Yvonne Blech, Yvonne Picard e altre.
Il 23 gennaio 1943 fu deportata nel campo di sterminio di Auschwitz in Polonia.

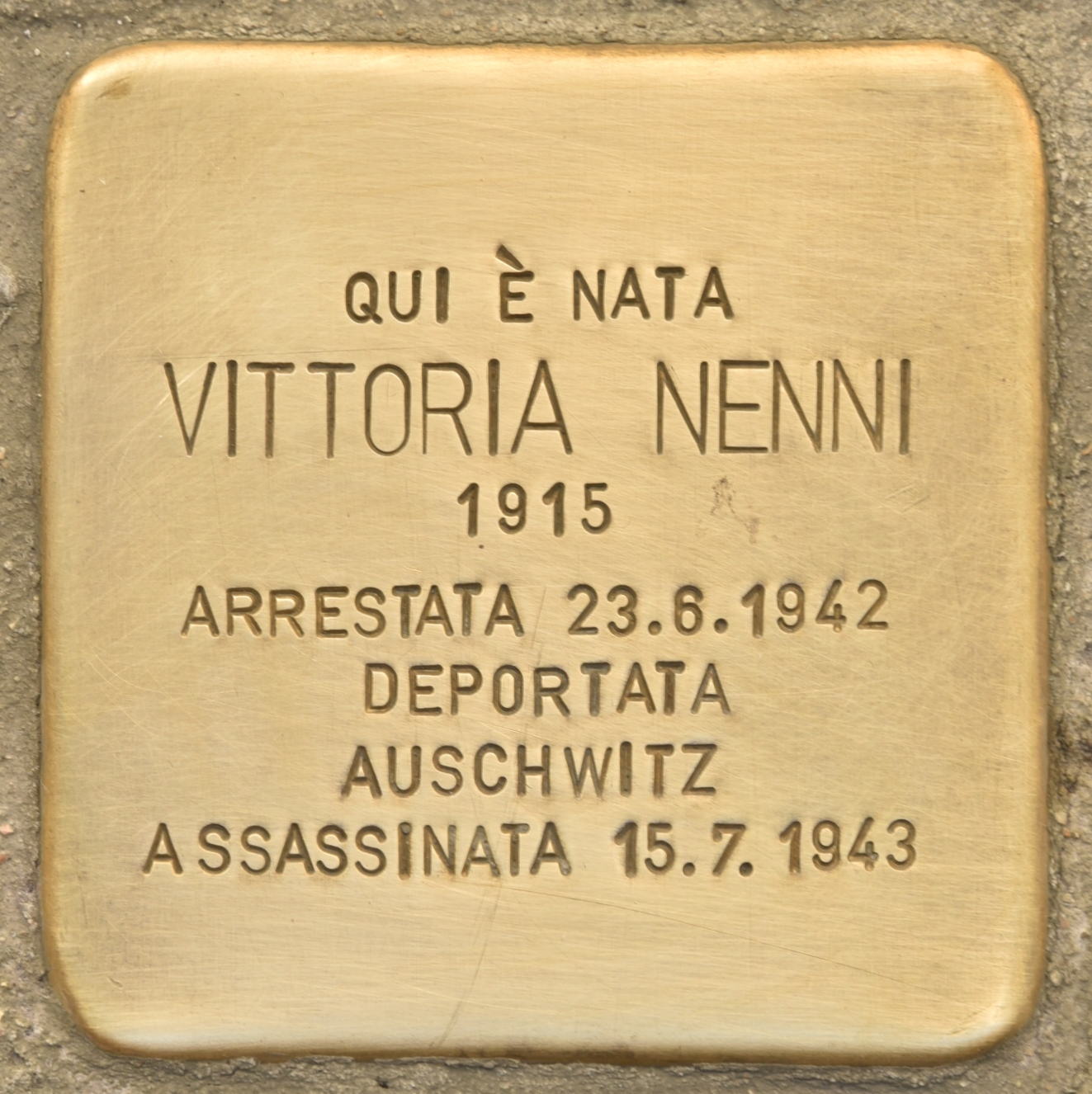
Stolperstein a Ancona

Giunta ad Auschwitz il mattino del 27 gennaio 1943, fu assegnata, come le sue compagne, al blocco 26 di Birkenau, insieme alle ebree polacche. Furono addette ai lavori forzati, a due ore di cammino dal campo. Lavoravano nelle paludi, avevano le gambe gonfie, cadevano in continuazione, ma erano ancora vive. Ogni giorno il corpo sembrava soccombere all'abnorme sforzo fisico e alla costante denutrizione. Poi vennero destinate a lavorare in una fabbrica, al coperto, per cui la loro situazione fisica migliorò.
Molto debilitata dal duro lavoro nelle paludi e dalla denutrizione, si ammalò probabilmente di febbre tifoide nell'estate 1943 e morì dopo pochi giorni dal ricovero nell'infermieria del campo.
Sulla teca che ad Auschwitz la ricorda sono scritte le sue ultime parole:
(Vittoria Nenni)

### La tragedia di Vittoria nelle memorie di Nenni
Pietro Nenni ebbe la notizia ufficiale della morte della figlia solo il 20 maggio 1945 dal suo compagno di partito e amico fraterno Giuseppe Saragat, all'epoca ambasciatore d'Italia in Francia:
Ho cercato di dominare il mio schianto e di mettermi in contatto con De Gasperi che però era al Consiglio dei ministri. La conferma mi è venuta nel pomeriggio, da De Gasperi in persona, che mi ha consegnato la lettera di Saragat. La lettera non lascia dubbi. La mia Vivà sarebbe morta un anno fa nel giugno. Mi ero proposto di non dire niente a casa, ma è bastato che Carmen mi guardasse in volto per capire … Poveri noi! Tutto mi pare ora senza senso e senza scopo.
I giornali sono unanimi nel rendere omaggio alla mia figliola. Da ogni parte affluiscono lettere e telegrammi. La parola che mi va più diretta al cuore è quella di Benedetto Croce: "Mi consenta di unirmi anch'io a Lei in questo momento altamente doloroso che Ella sorpasserà ma come solamente si sorpassano le tragedie della nostra vita: col chiuderle nel cuore e accettarle perpetue compagne, parti inseparabili della nostra anima".
Povera la mia Vittoria! Possa tu, che fosti tanto buona e tanto infelice, essere la mia guida nel bene che vorrei poter fare in nome tuo e in tuo onore.»
Il 10 agosto 1945 Pietro Nenni incontrò nell'ambasciata italiana di Parigi Charlotte Delbo Dudach, che gli riferì della tragica esperienza vissuta da lei e dalle altre deportate politiche francesi nel lager e delle ultime giornate di vita di Vittoria.
Scrisse Nenni più tardi nel suo diario del 1945: "Mi è sembrato che chi può fiorire una tomba conserva un'apparenza almeno di legame con i suoi morti. Non così per me che penso disperatamente alla mia Vittoria e non ho neppure una tomba dove volgere i miei passi. Il 31 ottobre era l'anniversario della mia figliola. Avrebbe avuto trent'anni e tutta una esistenza ancora davanti a sé … quanto sarebbe stato meglio davvero che io, in vece sua, non fossi giunto al traguardo".